# تعديل السيارات
تعديل السيارات هو عملية تغيير مواصفات السيارة لتحسين أدائها بما يتناسب مع متطلبات أداء مختلفة عن تلك التي صُممت لتحقيقها في الأصل. غالبًا ما يكون الهدف هو تحسين أداء المحرك وخصائص التحكم الديناميكي، ولكن يمكن أيضًا إجراء تعديلات لتحسين كفاءة استهلاك الوقود أو تحقيق استجابة أكثر سلاسة. يتمثل الهدف من التعديل في تحسين الأداء العام للسيارة لتلبية احتياجات المستخدم. ومع ذلك، غالبًا ما يتم ذلك على حساب أداء الانبعاثات وموثوقية المكونات وراحة الركاب.
مع نمو ثقافة السيارات المعدلة، توسع مفهوم تعديل السيارات ليشمل التغييرات الجمالية والأسلوبية التي يجريها الملاك لتخصيص مركباتهم. قد تتراوح هذه التغييرات بين تعديلات وظيفية تهدف إلى تحسين الأداء أو كفاءة السيارة، وتعديلات بصرية تغير مظهر السيارة. وفي بعض الحالات، قد تؤثر هذه التعديلات سلبًا على أداء السيارة أو وظائفها.

## النشأة
كانت السيارات منذ اختراعها عرضة دائمًا للتعديلات. صُنعت معظم السيارات الأولى يدويًا بشكل فردي وليس في المصانع، لذا لم يكن هناك تمييز واضح بين التعديلات التي أجرتها المصانع والتعديلات المخصصة أو التي أجراها السوق الثانوية. ومع ظهور الإنتاج الضخم للسيارات برز هذا التمييز. من أقدم الأمثلة على تعديل السيارات لتحسين الأداء تلك التي خضعت لتعديلات من أجل السباقات أو القيادة على الطرق الوعرة. في أوائل القرن العشرين، كانت سيارات فورد موديل T وموديل A من بين الأكثر شهرة للتعديلات بهدف السباق على مسارات ترابية أو بحيرات جافة. كما ظهرت بعض أولى السيارات المخصصة للطرق الوعرة في أواخر العقد الثاني من القرن العشرين باستخدام نظام كغريس (Kégresse track system)، الذي استبدل الإطارات الخلفية بسلاسل لتحسين التماسك على التضاريس الوعرة.
ظل مصطلح "التعديل" (Tuning) مستخدمًا طوال معظم القرن العشرين للإشارة إلى صيانة وتعديل الأنظمة الميكانيكية المختلفة في محركات السيارات، حيث كانت خدمات "الضبط" شائعة لدى الميكانيكيين. وفي الثمانينيات والتسعينيات من القرن العشرين، ارتفعت شعبية مصطلحي "التعديل" و"السيارات المعدلة" في الولايات المتحدة للإشارة إلى ثقافة تعديل السيارات الأجنبية، وخاصة اليابانية، وهو ما شكل تباينًا مع الثقافة السائدة سابقًا التي ركزت على تعديل السيارات الأمريكية المصنعة محليًا.